# Ізі-Кугунур
Ізі́-Кугуну́р (рос. Изи Кугунур, марій. Изнур) — присілок у складі Моркинського району Марій Ел, Росія. Входить до складу Себеусадського сільського поселення.

## Населення
Населення — 125 осіб (2010; 144 у 2002).
Національний склад (станом на 2002 рік):
- марі — 98 %